# Anonychomyrma minuta
Anonychomyrma minuta är en myrart som först beskrevs av Horace Donisthorpe 1943.  Anonychomyrma minuta ingår i släktet Anonychomyrma och familjen myror. Inga underarter finns listade i Catalogue of Life.